# Bill Bannerman
Pour les articles homonymes, voir Bannerman.
Bill Bannerman est un réalisateur et producteur américain.

## Filmographie

### Comme2eassistantréalisateur
- 1987 : The Gate de Tibor Takacs
- 1992 : Impitoyable de Clint Eastwood

### Comme réalisateur
- 2000 : Air Bud 3

### Comme producteur délégué
- 2000 : 50 degrés Fahrenheit de Hugh Johnson
- 2006 : The Grudge 2 de Takashi Shimizu
- 2008 : Sœurs de sang de Stewart Hendler
- 2018 : The Predator de Shane Black
- 2026 : Masters of the Universe de Travis Knight

### Comme coproducteur
- 2004 : Mon chien, ce héros ! de John Hoffman
- 2008 : Never Back Down de Jeff Wadlow
- 2008 : Twilight, chapitre II : Tentation de Chris Weitz
- 2010 : Twilight, chapitre III : Hésitation de David Slade
- 2010 : Shelter de Björn Stein et Måns Mårlind